# Ontherus diabolicus
Ontherus diabolicus är en skalbaggsart som beskrevs av François Génier 1996. Ontherus diabolicus ingår i släktet Ontherus och familjen bladhorningar. Inga underarter finns listade i Catalogue of Life.